# Bloodshot (film)
Bloodshot è un film del 2020 diretto da David S.F. Wilson.
Si tratta dell'adattamento cinematografico del fumetto Bloodshot creato da Kevin VanHook, Don Perlin e Bob Layton.

## Trama
Ray Garrison è un soldato statunitense appartenente probabilmente alla Delta Force; dopo un'operazione di salvataggio a Mombasa, egli decide di andare in vacanza insieme alla moglie Gina in costiera amalfitana in Italia. I due vengono però rapiti da un gruppo di mercenari guidati da Martin Axe, il quale esige di sapere come l'esercito statunitense abbia saputo degli ostaggi e di dove si trovassero; Ray si rifiuta di rispondere, e Axe uccide prima Gina e poi lo stesso Ray.
Questi si risveglia nei laboratori della RST, Rising Spirit Technologies, una compagnia in Kuala Lumpur specializzata in miglioramenti cibernetici per il personale militare statunitense reso disabile. Lo scienziato capo Emil Harting comunica che Ray è il primo umano che riesce a superare il programma "Bloodshot", che lo ha resuscitato e guarito tramite l'iniezione di una tecnologia nanite sperimentale che sostituisce l'intero sistema sanguigno; tale tecnologia incrementa la sua forza, gli permette di cambiare forma e di interagire con la maggior parte dei computer, lo guarisce dalle ferite e fa apparire sul petto del paziente un cerchio rosso quando si trova al massimo effetto, ma può portare alla morte se il paziente non fa una ricarica di naniti. Ray fa anche la conoscenza di altri pazienti, tra cui l'ex-pilota della flotta USA "KT", l'ex-ranger dell'esercito Marcus Tibbs e l'ex-Navy SEAL Jimmy Dalton.
Dopo aver avuto vari flashback su Gina e Axe, Ray usa i naniti e i server della RST per hackerare i database, rintraccia Axe a Budapest e lo uccide insieme alle sue guardie del corpo; tornato nei laboratori, Ray viene messo a dormire e, mentre i suoi naniti vengono riavviati, Harting sostituisce le sue memorie con un nuovo scenario della morte di Gina, stavolta fatta fuori da Nick Baris, associato di Axe. Attraverso un dialogo tra il dottore e KT, si viene a scoprire che ogni volta che Ray ha un incarico, il dottor Harting modifica la sua mente facendogli ricordare il momento dell'omicidio di sua moglie cambiando però la faccia dell'assassino, e Ray, preso dalla sete di vendetta, si trasforma quindi in un sicario convinto di uccidere ogni volta il vero assassino (l'inizio del film era l'ennesimo finto ricordo e non verrà mai rivelato come gli furono iniettati i naniti). Nonostante KT tenti di far ragionare il dottore, questi la redarguisce e le ricorda che l'RST può farla fuori disattivando i suoi miglioramenti cibernetici.
Ray si risveglia dunque privo di memoria, viene reintrodotto dall'RST, ha dei flashback dove Baris rapisce e uccide Gina, rintraccia il criminale nella contea inglese di East Sussex e lo uccide nonostante questi tenti di convincerlo che l'RST lo sta ingannando. Subito però il programmatore Wilfred Wigans, costretto a collaborare con Baris, attiva una bomba EMP che stordisce Ray e lo scollega dall'RST. Ray si risveglia dunque nel laboratorio di Wigans e ha numerose memorie contraddittorie sulla morte della moglie, e a quel punto capisce che l'RST lo sta manipolando per uccidere i suoi rivali e nemici. Ray rintraccia dunque Gina e scopre non solo che è ancora viva, ma il loro rapporto è finito cinque anni fa e ora lei ha una nuova famiglia a Londra.
Harting manda KT a uccidere Wigans, ma ella chiede invece aiuto al programmatore per liberarla dal controllo della corporazione, per poi tornare ai laboratori e far rapporto del fallimento. Ray viene invece ricatturato da Dalton e Tibbs e riportato nel laboratorio, ma KT e Wigans sabotano il processo di riprogrammazione e distruggono i computer della compagnia. Ray si risveglia e ingaggia una lotta con Dalton e Tibbs, riuscendo infine a ucciderli mentre l'edificio crolla. Harting raggiunge Ray con un lanciagranate, convinto che questi si arrenderà dato che i naniti sono esauriti, e invece Ray, disposto a morire pur di distruggere coloro che lo hanno schiavizzato, usa una granata precedentemente recuperata da quelle di Harting tramite i naniti, e l'esplosione che segue ferisce mortalmente i due uomini.
Poco dopo, Ray si risveglia con la memoria completamente ripristinata, grazie a Wigans che ha migliorato la sua tecnologia rendendo i naniti auto-sufficienti. Liberi, i due uomini e KT se ne vanno, liberi di scegliersi una vita tutta loro.

## Produzione
Nel luglio 2017 venne annunciato che Jared Leto fosse in trattativa per recitare nella parte del protagonista ma nel marzo 2018 fu definitivamente ufficializzato che Vin Diesel avrebbe preso parte al ruolo del personaggio principale. A maggio vennero annunciati gli altri membri del cast Sam Heughan, Michael Sheen ed Eiza González. A giugno dello stesso anno, Talulah Riley e Álex Hernández vennero scritturati per interpretare rispettivamente Gina, la moglie del protagonista e Tibbs, membro di un team di scienziati. Tempo dopo, Toby Kebbelle Johannes e Haukur Johannesson vennero scritturati per ruoli antagonistici, col primo che interpreta la parte di Martin Axe, presunto assassino della moglie del personaggio Ray Garrison / Bloodshot. Nell'agosto 2018, Lamorne Morris venne ingaggiato per interpretare un giovane scienziato di nome Wilfred Wigans. Nello stesso mese, venne annunciato che Guy Pearce fosse in trattativa per sostituire Sheen, che dovette abbandonare il cast a causa di impegni e conflitti familiari, nel ruolo del Dr. Emil Harting. Si sparse inoltre la voce che Ken Watanabe avrebbe dovuto interpretare il cattivo Toyo Harada, ispirato all'omonimo personaggio del fumetto Harbinger, in una scena dopo i titoli di coda ma a causa del cambio di copyright della pellicola, nel frattempo passata in mano alla Paramount Pictures, non fu possibile girare il cameo.

### Riprese
Le riprese principali iniziarono il 6 agosto 2018 in gran parte presso gli Cape Town Film Studios di Città del Capo in Sudafrica ma fu luogo di riprese anche Kalk Bay Harbor, per rappresentare la location della scena finale del film. Altri luoghi di ripresa furono: la Costiera amalfitana in Italia per le scene in cui Ray Garrison si reca in vacanza con la moglie Gina, Kuala Lumpur in Malaysia, per rappresentare l'ubicazione della sede legale della Rising Spirit Technologies (RST), in cui in diverse scene si possono scorgere le imponenti Petronas Towers, Chicago negli USA, Montréal in Canada, Budapest in Ungheria e Praga in Repubblica Ceca. Inoltre, la scena iniziale presso l'Aeroporto di Aviano, fu in realtà girata presso il Moffett Federal Airfield nella Contea di Santa Clara in California. Le riprese si sono ufficialmente concluse il 25 ottobre 2018.

## Promozione
Il primo trailer in lingua originale è stato distribuito il 21 ottobre 2019, lo stesso giorno è uscito anche in lingua italiana. Il secondo trailer in lingua originale è uscito il 14 gennaio 2020, in lingua italiana è uscito il giorno successivo.

## Distribuzione
L'uscita del film nelle sale cinematografiche statunitensi è avvenuta il 13 marzo 2020 distribuito da Sony Pictures Releasing. In Italia il film, inizialmente previsto per il 26 marzo 2020, è stato distribuito il 27 marzo direttamente in video on demand a causa della pandemia di COVID-19.

## Accoglienza

### Incassi
A fronte di un budget di 45 milioni di dollari, il film ne ha incassati circa 29.4 al botteghino, incasso basso dovuto alla chiusura forzata di tutte le sale cinematografiche a seguito della pandemia di COVID-19.
Solo negli Stati Uniti il film ha incassato 9.3 milioni di dollari nel primo weekend di programmazione, piazzandosi terzo al botteghino alle spalle di Onward - Oltre la magia e di Cosa mi lasci di te; comprendendo anche la serata di debutto, invece, la pellicola arriva ad un guadagno di 10.5 milioni soltanto sul suolo americano.